# Кэбенэйваям
Кэбенэйваям — река на полуострове Камчатка в России. Длина реки — 21 км.

## Описание

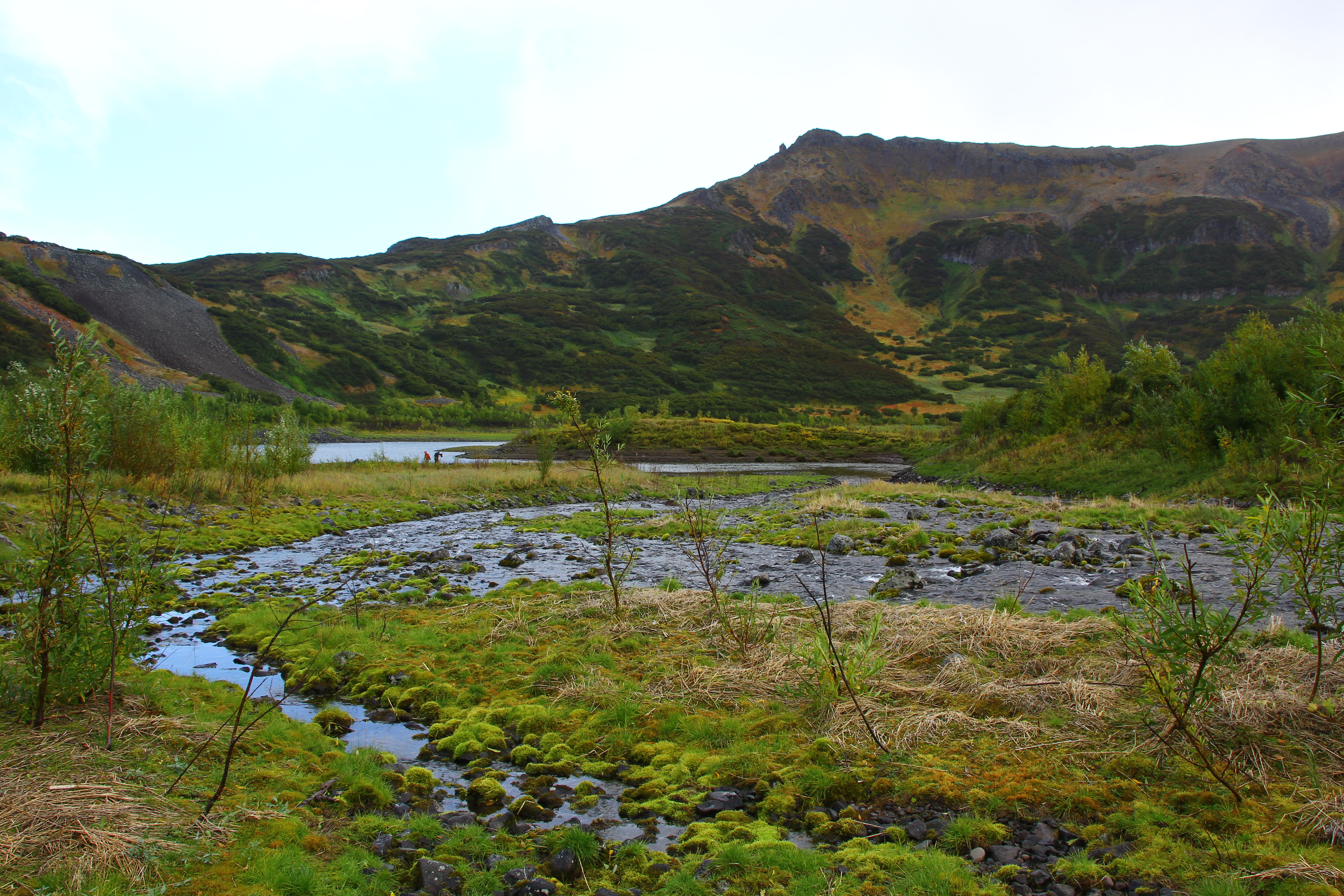
Русло Кэбенэйваяма

Берёт начало на отрогах Срединного хребта. Русло реки лежит в гористой местности. В верховьях течёт на юг, затем поворачивает на восток. В течении реки расположено живописное озеро Гаканаллин и немного ниже ещё одно небольшое безымянное озеро. После прохождения озёр река меняет направление на юго-восточное. Перед устьем течёт на восток. Впадает в реку Левая в верхнем её течении слева на расстоянии 78 км от устья.

## Озеро Гаканаллин
В течении реки Кэбенэйваям лежит озеро Гаканаллин, состоящее из двух чашей, соединённых протокой. Верхняя по течению чаша больше, чем нижняя. Озеро образовалось в результате запруды русла реки лавовыми потоками вулканов Кэбеней и Калгнитунуп.
Расположено в живописном районе. С высокого правого берега малой чаши озера на севере видна заснеженная верхушка вулкана Кабенэй, на северо-западе заострённая вершина вулкана Калгнитунуп. Вдали с юго-восточной стороны возвышается заснеженная Ключевская сопка.

## Галерея

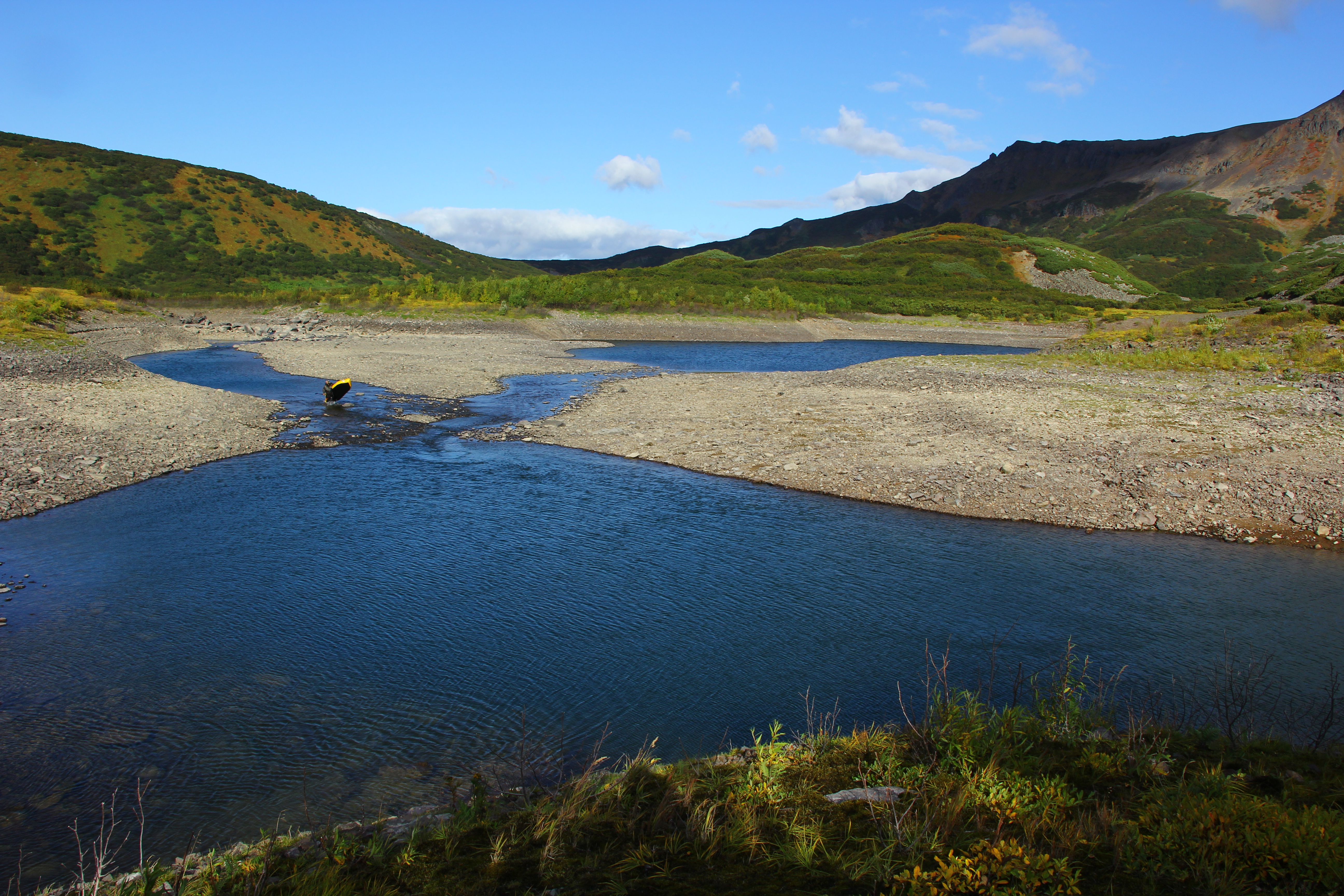
Протока между верхним и нижним Гаканаллином
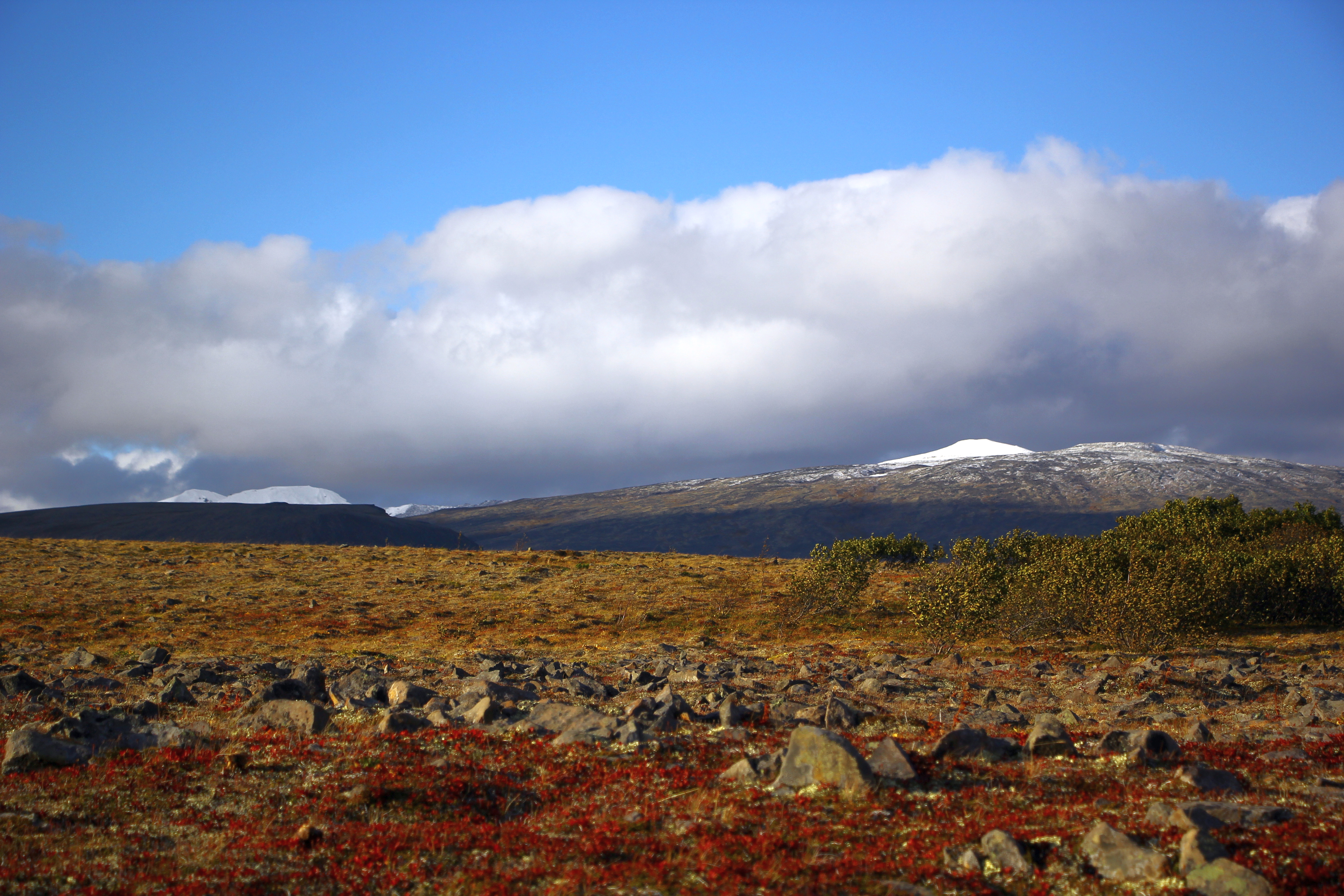
Кэбеней с берега Гаканаллина
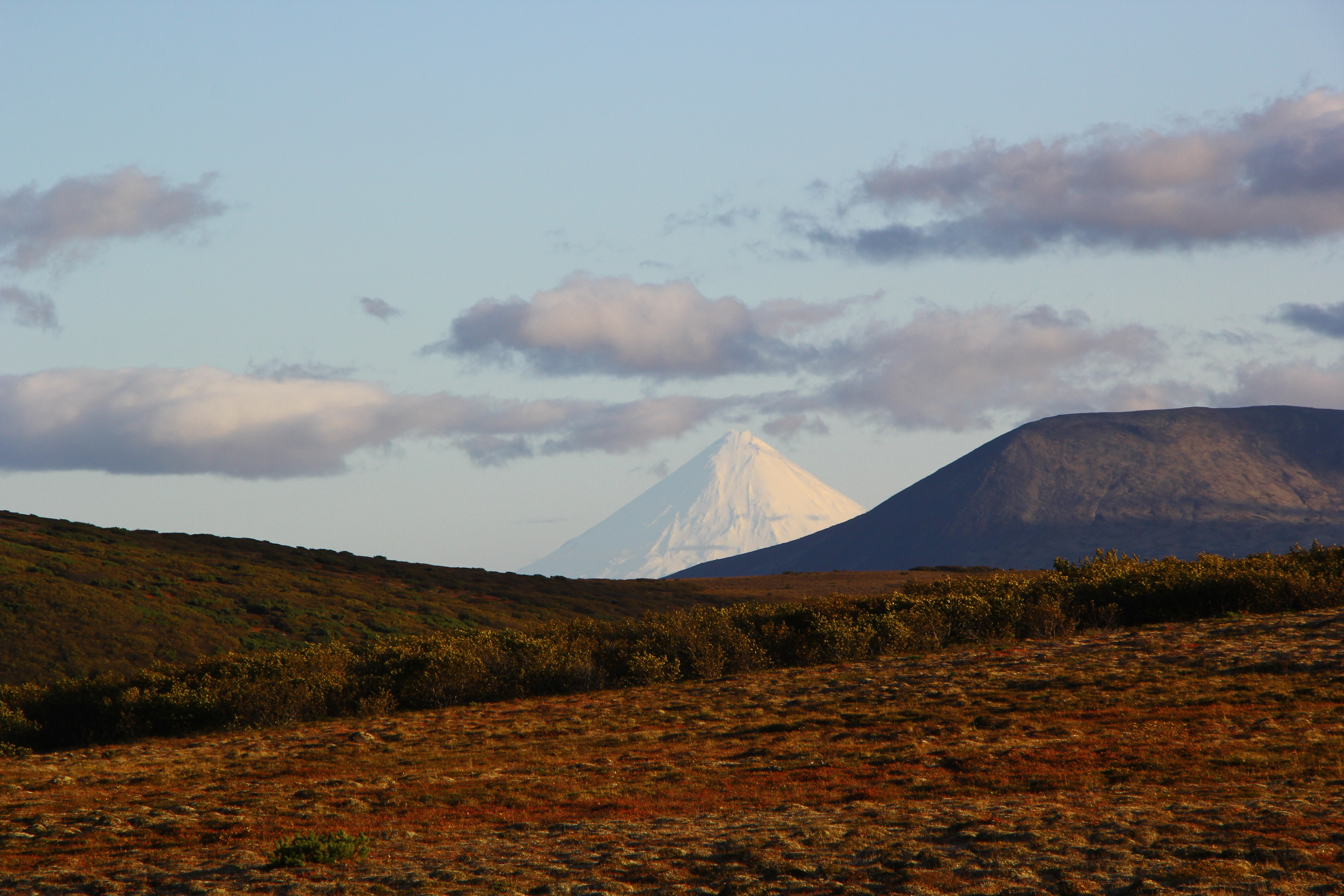
Ключевская сопка с берега Гаканаллина
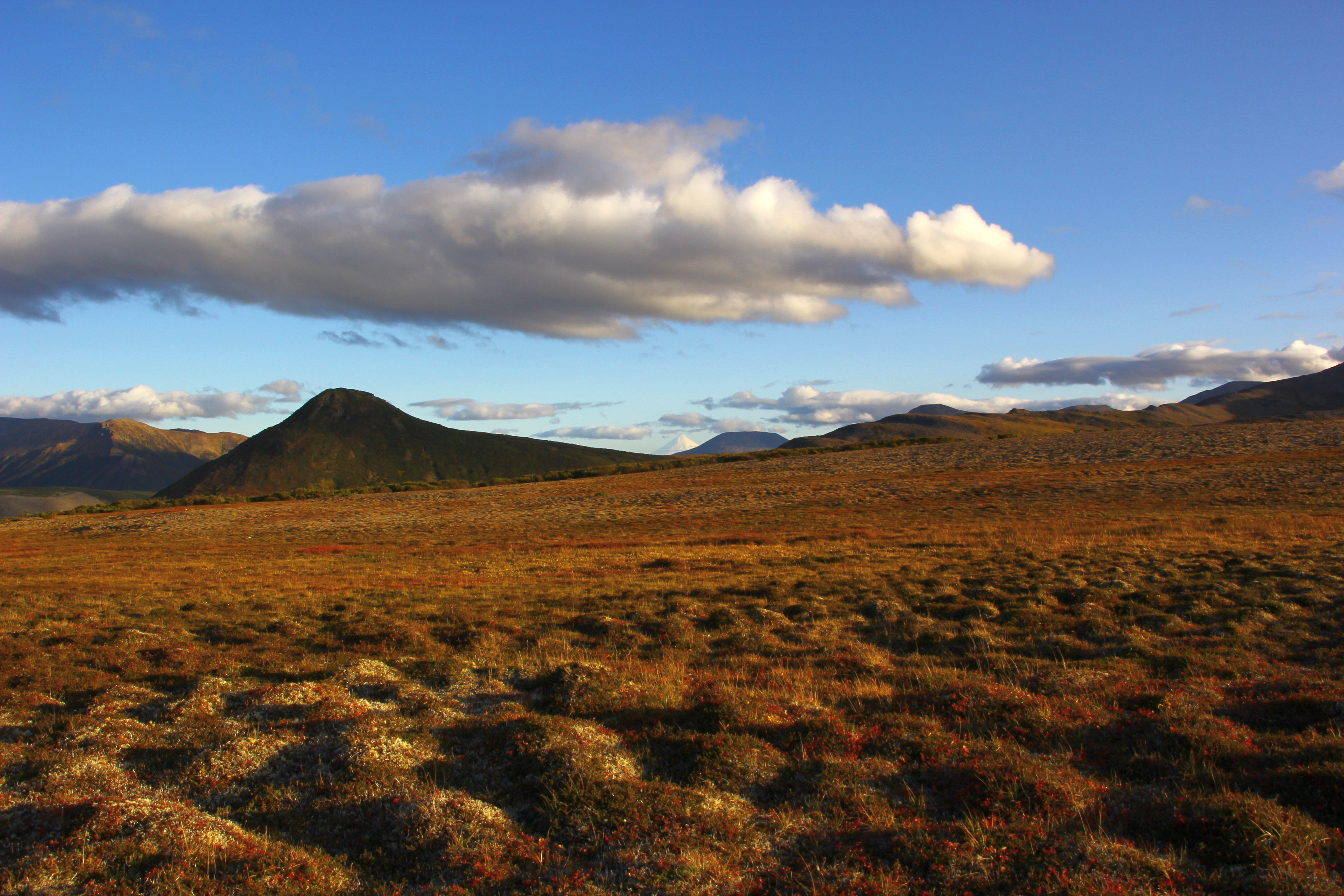
Вершина Ключевской сопки с берега Гаканаллина
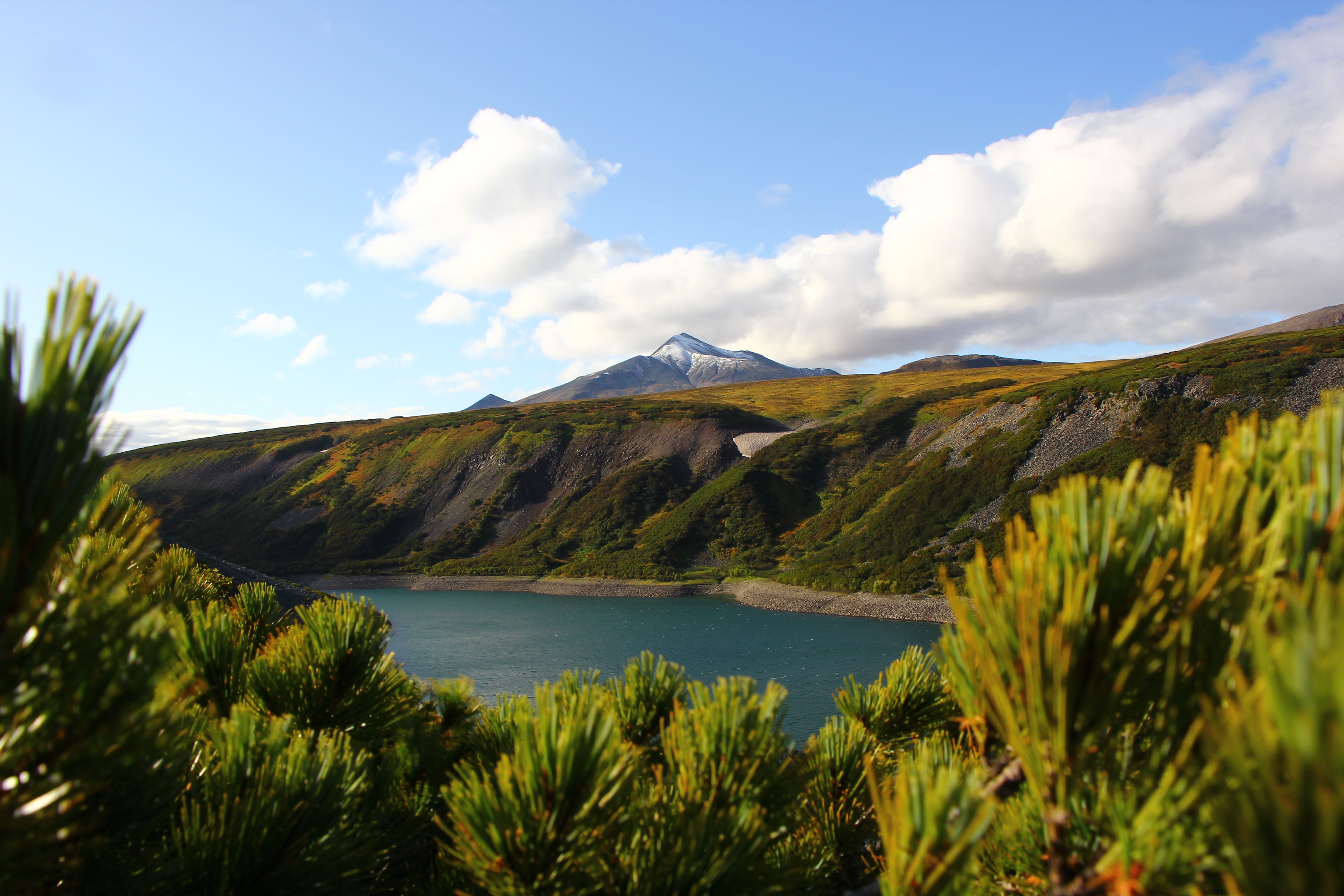
Верхушка Калгнитунупа с берега озера Гаканаллин
Чаши озера Гаканаллин. Слева вулкан Кагнитунуп
Панорама на вулканы Калгнитунуп, Кэбеней и озеро Гаканаллин

## Водный реестр
В базе данных государственного водного реестра России определена как приток реки Левая «река без названия», относится к Анадыро-Колымскому бассейновому округу. Код водного объекта — 19070000112120000016667.